# Martin Tyler
Martin Tyler (Chester, 14 september 1945) is een Brits voetbalcommentator voor Sky Sports en voetbalcoach. Hij werkt sinds 1974 als verslaggever.

## Loopbaan

### Sky Sports en ESPN
Tyler maakte zijn debuut als verslaggever op 28 december 1974, toen hij een wedstrijd tussen Southampton en Sheffield Wednesday op The Dell mocht verslaan. In 1990 tekende hij een contract bij Sky Sports, waarvoor hij sindsdien actief is gebleven. Tyler geeft al commentaar bij wedstrijden van de Premier League sinds de oprichting van de competitie in 1992. In mei 2010 was hij commentator bij de finale van de Champions League voor het Amerikaanse netwerk Fox. Het was de eerste keer dat de finale van de Champions League rechtstreeks werd uitgezonden in de Verenigde Staten.
Hij is doorgaans te horen als commentator bij de finale van de Champions League voor de Britse televisie. Hij was een terugkerende commentator op het WK voetbal 2010 in Zuid-Afrika en het WK voetbal 2014 in Brazilië voor het Amerikaanse netwerk ESPN. Het eerste grote toernooi van Tyler als commentator was het WK voetbal 1978, waar het moedige Nederland van Ruud Krol en Johan Neeskens in de finale verloor tegen gastland Argentinië met spelers als Daniel Passarella en Mario Kempes.
In 2003 werd hij verkozen tot Premier League Commentator van het Decennium (1992–2002). Vanaf 2006 werd Tyler ook bekend als commentator bij virtuele wedstrijden van de computerspelserie FIFA (zie onder).
Naast zijn werk als verslaggever werd Tyler coach van Woking FC. "Ik heb geen trainersdiploma, maar Sir Alex Ferguson is ook zonder diploma begonnen", aldus Tyler.

### FIFA
Tyler was de vaste commentator bij wedstrijden van de computerspelserie FIFA van EA Sports, van 2006 tot 2019. Het eerste spel waarin zijn stem te horen was, was FIFA 07 en zijn laatste editie werd uiteindelijk FIFA 20. Zes jaar lang was de Schotse voormalige Aston Villa en Everton-aanvaller Andy Gray zijn co-commentator, maar Gray werd in 2011 vervangen door Tylers collega bij Sky Sports: voormalig Engels international en Arsenal-aanvaller Alan Smith (editie FIFA 12).
Tyler en Smith waren aanvankelijk overigens niet de enige Engelstalige commentatoren, want ook zijn ITV-collega Clive Tyldesley en gewezen voetballer Andy Townsend verzorgden het Engelstalige commentaar bij de wedstrijden. Spelers kregen toen vrij de keuze wie ze wilden horen. Vanaf september 2018 (editie FIFA 19) kregen Tyler en Smith versterking van de Schotse commentator Derek Rae en voormalig Arsenal-verdediger Lee Dixon, die sindsdien alle Champions League- en Europa League-wedstrijden voor hun rekening nemen. In het spel FIFA 20 was het Engels commentaar willekeurig, dus waren Martin Tyler en Alan Smith in die editie ook te horen tijdens de UEFA Champions League en UEFA Europa League.

## Trivia
- Een bewerkt filmpje waarin een rappende Tyler en Alan Smith te horen zijn, ging in 2018 viraal.[15]